# De Vegetarische Slager
De Vegetarische Slager is een Nederlandse voedingsmiddelenfabrikant die vleesvervangende producten maakt. Het bedrijf, waarvan het hoofdkantoor gevestigd is in Utrecht, is in 2010 opgericht door Niko Koffeman en Jaap Korteweg en heeft een conceptwinkel, en restaurant in Den Haag.
De naam verwijst naar het beroep van slager, maar dan als aanbieder van plantaardig vlees. De producten die het bedrijf maakt hebben een smaak en textuur die lijkt op dat van vlees maar bevatten plantaardige eiwitten gewonnen uit soja en lupine. Ze worden verkocht in supermarkten en verwerkt in producten van derden.

## Achtergrond en oprichting
Na het volgen van de Middelbare Agrarische School in Goes, ging Jaap Korteweg (9e generatie boer) op jonge leeftijd op het agrarisch bedrijf van zijn ouders werken, en schakelde van het gangbare gemengde bedrijf (akkerbouw en veehouderij) over naar enkel biologische akkerbouw.
Toen in 1997 de varkenspest uitbrak werd hij vegetariër, en nam contact op met wetenschappers waaronder Wageningse hoogleraar Atze Jan van der Goot en innovatieve koks om vleesvervangers te ontwikkelen.
Op 4 oktober 2010 (dierendag) werd De Vegetarische Slager opgericht in Den Haag.
Al snel begon de uitbreiding van de afzetmarkt. 
Via een obligatielening, ondersteund door Natuur & Milieu, werd in 2015 in drie weken tijd 2,5 miljoen euro opgehaald voor de bouw van een fabriek in Breda die eind 2017 in bedrijf werd genomen.

## Productontwikkeling
Met een coalitie van onder meer Wageningen Universiteit, Unilever, smaakfabrikant Givaudan en slachtmachinefabrikant Meyn Food Processing werd vanaf 2017 gewerkt om een nieuw soort vleesvervanger op de markt te brengen met de structuur van varkensvlees.
Ook streefde Korteweg ernaar dat eind 2019 al zijn producten veganistisch zouden zijn, maar deze doelstelling werd niet waargemaakt.
Anno 2019 verkocht het bedrijf zijn producten bij ruim 4.000 verkooppunten in 17 landen.

## Overnames
Eind 2018 werd De Vegetarische Slager overgenomen door Unilever. In maart 2025 nam het Braziliaanse vleesverwerkingsbedrijf JBS via zijn dochterbedrijf Vivera, dat eveneens opereert op de markt voor vleesvervangers, het bedrijf over van Unilever. De twee voormalige concurrenten zouden daarna worden samengevoegd.